# 엘 카사르역
엘 카사르 역(스페인어: El Casar)은 마드리드 지하철 12호선과 세르카니아스 마드리드의 C3호선이 지나는 환승역이다. 마드리드 지방 헤타페 시의 헤타페노르테 구에 위치해 있다. 요금구역상으로는 B1구역에 속한다.

## 역사
세르카니아스 역은 마드리드-아랑후에스 노선에 해당되는 C3호선이 지난다. 지하철역이 건설될 당시에 함께 건설되었고, 반대로 12호선의 세르카니아스 환승역 중에서 유일하게 새로 신설된 역이 되었다. 두 역 모두 2003년 4월 11일 12호선의 전 구간 개통과 함께 문을 열었다.
2014년 7월 6일부터는 12호선의 아로요 쿨레브로 역에서부터 로스 에스파르탈레스 역까지의 구간이 시설개선 공사로 운행을 일시중단하게 되었다. 해당 구간의 각 역에 있는 승강장 선로를 교체 개선하고 선로정비 체계를 대체하며, 터널 방수작업과 하수관 수용량 확대 등의 공사가 진행되었다. 또 해당 구간을 통과하는 열차의 속력을 시속 70km로 늘리게 되었다. 공사는 2014년 9월 8일에 마무리되었다.

## 환승 정보
역 주변에 시외버스 정류장이 두 곳 있다.
버스
- 헤타페 시내버스
  - 3번 노선 (주간)
- 시외버스
  - 448, 488번 노선 (주간)
  - N805번 노선 (야간)

지하철
| 마드리드 지하철                          | 마드리드 지하철        | 마드리드 지하철                |
| ---------------------------------------- | ---------------------- | ------------------------------ |
| 후안 데 라 시에르바 순환선               | 마드리드 지하철 12호선 | 로스 에스파르탈레스 순환선     |
| 세르카니아스 마드리드                    |                        |                                |
| 산 크리스토발 인두스트리알 엘 에스코리알 | C3호선                 | 헤타페 인두스트리알 아랑후에스 |